# Karibi bárdmakréla
A karibi bárdmakréla (Selene brownii) a sugarasúszójú halak (Actinopterygii) osztályának sügéralakúak (Perciformes) rendjébe, ezen belül a tüskésmakréla-félék (Carangidae) családjába tartozó faj.

## Előfordulása
A karibi bárdmakréla elterjedési területe az Atlanti-óceán nyugati részén van, Mexikótól Kolumbiáig és Brazíliáig, valamint Kubától Guadeloupeig.

## Megjelenése
Általában 20 centiméter hosszú, de akár 29 centiméteresre is megnőhet. A hasúszói nagyon kicsik, majdnem elcsökevényesedtek.

## Életmódja
Trópusi, tengeri halfaj, amely a partok közelében él.